# FIM JuniorGP
El campionat FIM JuniorGP, anomenat oficialment, en anglès, FIM JuniorGP World Championship, és un campionat del món de motociclisme de velocitat que organitza Dorna Sports sota la supervisió de la FIM. Adreçat a pilots de categoria júnior que hi competeixin amb motocicletes de la classe Moto3, el campionat actua com a una mena de "planter" del mundial d'aquesta classe.
El FIM JuniorGP és una mena de spin-off del campionat d'Espanya de velocitat (CEV), del qual es va separar definitivament a partir de la temporada del 2022.

## Història

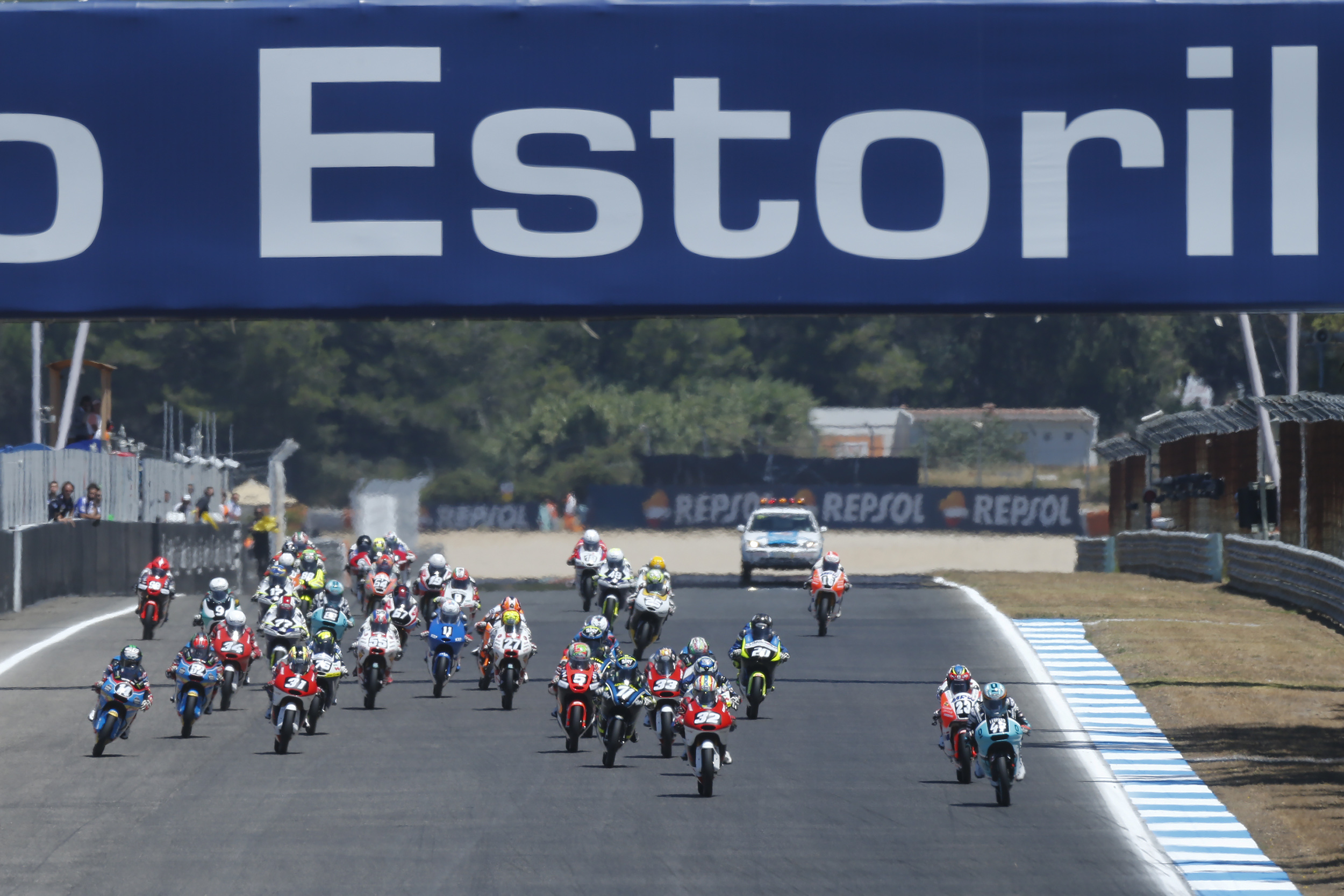
Sortida de la cursa d'Estoril del campionat del 2017

A partir de la temporada del 2012, el campionat CEV va passar a incloure la classe Moto3 en substitució de l'anterior de 125cc. El primer campió d'aquesta nova categoria va ser Àlex Márquez, que ja havia estat subcampió en la de 125cc el 2011. El 2013, el campió del CEV en Moto3 va ser Fabio Quartararo.
La temporada del 2014, el campionat CEV en categoria de Moto3 va passar a ser controlat directament per la FIM, en comptes de la RFME com fins aleshores. Aquell any, el campionat es va anomenar oficialment FIM CEV Moto3 International Championship, mentre que el 2015 va passar a anomenar-se FIM CEV Moto3 Junior World Championship, obtenint, doncs, el rang de campionat del món.
La temporada del 2022, el campionat es va tornar a rebatejar, ara com a FIM JuniorGP World Championship. A partir d'aquella edició, el campionat es va desvincular totalment del CEV.

## Especificacions tècniques
Les motocicletes de classe Moto3 han de dur motors monocilíndrics de quatre temps de 250 cc amb un diàmetre màxim del cilindre de 81 mm. El pes total mínim per a la motocicleta i el pilot plegats és de 148 kg.

## Campionats complementaris
El campionat es complementa amb dues classes de suport: l'antiga categoria de Moto2 del CEV, integrada més tard al Campionat d'Europa com a FIM Moto2 European Championship i l'antiga Copa d'Europa per a joves valors del CEV, l'European Talent Cup.

## Patrocinadors
Els principals patrocinadors del campionat són Repsol, HRC, Dell'Orto, Red Bull, Dunlop, Alpinestars, Prosecco, Hawkers i Bridgestone.

## Llista de campions
A 22 de novembre de 2024
| Any  | Pilot               | Motocicleta |
| ---- | ------------------- | ----------- |
| 2014 | Fabio Quartararo    | Honda       |
|      |                     |             |
| 2015 | Nicolo Bulega       | KTM         |
| 2016 | Lorenzo Dalla Porta | Husqvarna   |
| 2017 | Dennis Foggia       | KTM         |
| 2018 | Raúl Fernández      | KTM         |
| 2019 | Jeremy Alcoba       | Husqvarna   |
| 2020 | Izan Guevara        | KTM         |
| 2021 | Daniel Holgado      | Gas Gas     |
|      |                     |             |
| 2022 | José Antonio Rueda  | Honda       |
| 2023 | Ángel Piqueras      | Honda       |
| 2024 | Álvaro Carpe        | Husqvarna   |

1. ↑  2014: FIM CEV Moto3 International Championship; 2015-2021: FIM CEV Moto3 Junior World Championship; des del 2022: FIM JuniorGP World Championship